# Estación de Tumangang
La estación de Tumangang es una estación de ferrocarril en Tumangang-rodongjagu, Sŏnbong, ciudad especial de Rasŏn, Corea del Norte, en la línea Hongŭi de la red de Ferrocarriles Estatales de Corea .
En 2008, se inició la construcción desde la estación de Jasán (Rusia) hasta el puerto de Rajin, incluida la modernización de los equipos de comunicaciones y la conversión de la vía de ancho estándar a doble ancho (ancho de vía estándar y ruso), para permitir el movimiento de trenes de Rusia a Rajin sin parar para cambios de bogie. La construcción se completó en octubre de 2012, y se celebró una ceremonia de apertura el 22 de septiembre de 2013.
Hay instalaciones de servicio para locomotoras y material rodante en la estación de Tumangang.

## Servicios

### Carga
La estación de Tumangang es el principal punto de tránsito para el comercio con Rusia. Las principales importaciones de Rusia son madera y petróleo crudo; Las principales exportaciones son magnesita, acero, fertilizantes, metales no ferrosos y concentrados de metales no ferrosos pero desde el colapso del tráfico de mercancías de la Unión Soviética ha disminuido significativamente. 

### Pasajero
El tren expreso internacional 7/8 que opera entre P'yŏngyang y Moscú circula en esta línea entre Hongŭi y Tumangang antes de cruzar la frontera hacia Rusia. También hay un servicio de larga distancia entre Tumangang y la estación Tanch'ŏn Ch'ŏngnyŏn en la línea P'yŏngra .
Además, los ferrocarriles rusos operan trenes 651/652 entre Ussuriysk y Tumangang.  